# Панобо
Панобо (Huariapano, Manoa, Pana, Pano, Panobo, Pelado, Wariapano) — мёртвый индейский язык, относящийся к паноанской группе пано-таканской семьи языков, на котором раньше говорил народ с одноимённым названием на реке Укаяли в Перу. Народ панобо смешался с этнической группой шетебо. Согласно 17 изданию справочника Ethnologue, последний говорящий на панобо умер в 1991 году.